# 2002-es labdarúgó-világbajnokság-selejtező (UEFA – 3. csoport)
A 2002-es labdarúgó-világbajnokság európai 3. selejtezőcsoportjának mérkőzéseit, és a csoport végeredményét tartalmazó lapja. A csoportban körmérkőzéses, oda-visszavágós rendszerben játszottak egymással a labdarúgó-válogatottak. A csoportelső automatikus résztvevője lett a 2002-es labdarúgó-világbajnokságnak.
A csoportban Bulgária, Csehország, Dánia, Észak-Írország, Izland és Málta szerepelt.
A csoportot Dánia nyerte és kijutott a 2002-es világbajnokságra, a második helyet pedig Csehország szerezte meg és játszhatott pótselejtezőt. 

## Tabella
| Hely. | Csapat         | M  | Gy | D | V | G+ | G– | Gk  | P  | Továbbjutás                         |     | Dánia | Csehország | Bulgária | Izland | Észak-Írország | Málta |
| ----- | -------------- | -- | -- | - | - | -- | -- | --- | -- | ----------------------------------- | --- | ----- | ---------- | -------- | ------ | -------------- | ----- |
| 1.    | Dánia          | 10 | 6  | 4 | 0 | 22 | 6  | +16 | 22 | Kijutott a 2002-es világbajnokságra |     | —     | 2–1        | 1–1      | 6–0    | 1–1            | 2–1   |
| 2.    | Csehország     | 10 | 6  | 2 | 2 | 20 | 8  | +12 | 20 | Továbbjutott a második fordulóba    |     | 0–0   | —          | 6–0      | 4–0    | 3–1            | 3–2   |
| 3.    | Bulgária       | 10 | 5  | 2 | 3 | 14 | 15 | −1  | 17 |                                     |     | 0–2   | 0–1        | —        | 2–1    | 4–3            | 3–0   |
| 4.    | Izland         | 10 | 4  | 1 | 5 | 14 | 20 | −6  | 13 |                                     | 1–2 | 3–1   | 1–1        | —        | 1–0    | 3–0            |       |
| 5.    | Észak-Írország | 10 | 3  | 2 | 5 | 11 | 12 | −1  | 11 |                                     | 1–1 | 0–1   | 0–1        | 3–0      | —      | 1–0            |       |
| 6.    | Málta          | 10 | 0  | 1 | 9 | 4  | 24 | −20 | 1  |                                     | 0–5 | 0–0   | 0–2        | 1–4      | 0–1    | —              |       |

## Mérkőzések
| 2000. szeptember 2. 18:00 |

| Izland            | 1–2         | Dánia                     |
| ----------------- | ----------- | ------------------------- |
| E. Sverrisson 12' | Jegyzőkönyv | Tomasson 26' Bisgaard 48' |

| Laugardalsvöllur, Reykjavík Nézőszám: 7,017 Játékvezető: Stéphane Bré (francia) |

| 2000. szeptember 2. 19:00 |

| Bulgária | 0–1         | Csehország              |
| -------- | ----------- | ----------------------- |
|          | Jegyzőkönyv | Poborský 73' (11-esből) |

| Georgi Aszparuhov Stadion, Szófia Nézőszám: 8,000 Játékvezető: Juan Fernández Marín (spanyol) |

| 2000. szeptember 2. 15:00 |

| Észak-Írország | 1–0         | Málta |
| -------------- | ----------- | ----- |
| Gray 70'       | Jegyzőkönyv |       |

| Windsor Park, Belfast Nézőszám: 8,227 Játékvezető: Tarasz Bezubjak (orosz) |

| 2000. október 7. 15:00 |

| Észak-Írország | 1–1         | Dánia         |
| -------------- | ----------- | ------------- |
| Healy 38'      | Jegyzőkönyv | Rommedahl 59' |

| Windsor Park, Belfast Nézőszám: 11,823 Játékvezető: Vítor Melo Pereira (portugál) |

| 2000. október 7. 17:00 |

| Csehország            | 4–0         | Izland |
| --------------------- | ----------- | ------ |
| Koller 17' Nedvěd 44' | Jegyzőkönyv |        |

| Na Stínadlech, Teplice Nézőszám: 9,843 Játékvezető: Kírosz Vasszárasz (görög) |

| 2000. október 7. 18:30 |

| Bulgária                      | 3–0         | Málta |
| ----------------------------- | ----------- | ----- |
| G. Ivanov 40' Sz. Todorov 90' | Jegyzőkönyv |       |

| Georgi Aszparuhov Stadion, Szófia Nézőszám: 3,000 Játékvezető: Džemal Carlija (Bosznia-hercegovinai) |

| 2000. október 11. 19:15 |

| Dánia    | 1–1         | Bulgária     |
| -------- | ----------- | ------------ |
| Sand 72' | Jegyzőkönyv | Berbatov 83' |

| Parken Stadion, Koppenhága Nézőszám: 39,847 Játékvezető: Oğuz Sarvan (török) |

| 2000. október 11. 18:00 |

| Málta | 0–0         | Csehország |
| ----- | ----------- | ---------- |
|       | Jegyzőkönyv |            |

| Ta’ Qali National stadion, Ta’ Qali Nézőszám: 582 Játékvezető: Željko Širić (horvát) |

| 2000. október 11. 19:30 |

| Izland             | 1–0         | Észak-Írország |
| ------------------ | ----------- | -------------- |
| Th. Guðjónsson 89' | Jegyzőkönyv |                |

| Laugardalsvöllur, Reykjavík Nézőszám: 6,780 Játékvezető: Markus Merk (német) |

| 2001. március 24. 20:00 |

| Málta | 0–5         | Dánia                             |
| ----- | ----------- | --------------------------------- |
|       | Jegyzőkönyv | Sand 8' Heintze 51' C. Jensen 76' |

| Ta’ Qali National stadion, Ta’ Qali Nézőszám: 784 Játékvezető: Mike McCurry (skót) |

| 2001. március 24. 15:00 |

| Észak-Írország | 0–1         | Csehország |
| -------------- | ----------- | ---------- |
|                | Jegyzőkönyv | Nedvěd 12' |

| Windsor Park, Belfast Nézőszám: 10,368 Játékvezető: Manuel Mejuto González (spanyol) |

| 2001. március 24. 18:00 |

| Bulgária                  | 2–1         | Izland          |
| ------------------------- | ----------- | --------------- |
| Csomakov 36' Berbatov 79' | Jegyzőkönyv | Hreidarsson 25' |

| Balgarszka Armija stadion, Szófia Nézőszám: 14,500 Játékvezető: Mike Riley (angol) |

| 2001. március 28. 20:30 |

| Csehország | 0–0         | Dánia |
| ---------- | ----------- | ----- |
|            | Jegyzőkönyv |       |

| Stadion Letná, Prága Nézőszám: 16,354 Játékvezető: Graham Barber (angol) |

| 2001. március 28. 18:00 |

| Bulgária                                      | 4–3         | Észak-Írország                                |
| --------------------------------------------- | ----------- | --------------------------------------------- |
| Balakov 7' (11-esből) Petrov 17' Csomakov 72' | Jegyzőkönyv | Williams 15' Elliott 84' Healy 90' (11-esből) |

| Balgarszka Armija stadion, Szófia Nézőszám: 15,600 Játékvezető: Vladimír Hriňák (szlovák) |

| 2001. április 25. 19:00 |

| Málta      | 1–4         | Izland                                                                     |
| ---------- | ----------- | -------------------------------------------------------------------------- |
| Mifsud 14' | Jegyzőkönyv | T. Guðmundsson 42' He. Sigurdsson 44' E. Guðjohnsen 81' Th. Guðjónsson 90' |

| Ta’ Qali National stadion, Ta’ Qali Nézőszám: 2,800 Játékvezető: Constantin Zotta (román) |

| 2001. június 2. 19:15 |

| Dánia                | 2–1         | Csehország |
| -------------------- | ----------- | ---------- |
| Sand 6' Tomasson 82' | Jegyzőkönyv | Týce 40'   |

| Parken Stadion, Koppenhága Nézőszám: 41,669 Játékvezető: Markus Merk (német) |

| 2001. június 2. 15:00 |

| Észak-Írország | 0–1         | Bulgária      |
| -------------- | ----------- | ------------- |
|                | Jegyzőkönyv | G. Ivanov 52' |

| Windsor Park, Belfast Nézőszám: 7,609 Játékvezető: Massimo Busacca (svájci) |

| 2001. június 2. 16:00 |

| Izland                                          | 3–0         | Málta |
| ----------------------------------------------- | ----------- | ----- |
| T. Guðmundsson 7' Daðason 38' E. Guðjohnsen 68' | Jegyzőkönyv |       |

| Laugardalsvöllur, Reykjavík Nézőszám: 3,554 Játékvezető: Romāns Lajuks (lett) |

| 2001. június 6. 19:15 |

| Dánia    | 2–1         | Málta     |
| -------- | ----------- | --------- |
| Sand 43' | Jegyzőkönyv | Mallia 8' |

| Parken Stadion, Koppenhága Nézőszám: 38,499 Játékvezető: Sergey Shmolik (fehérorosz) |

| 2001. június 6. 17:00 |

| Csehország         | 3–1         | Észak-Írország |
| ------------------ | ----------- | -------------- |
| Kuka 40' Baroš 90' | Jegyzőkönyv | Mulryne 45'    |

| Na Stínadlech, Teplice Nézőszám: 14,050 Játékvezető: Leif Sundell (svéd) |

| 2001. június 6. 18:00 |

| Izland      | 1–1         | Bulgária     |
| ----------- | ----------- | ------------ |
| Daðason 43' | Jegyzőkönyv | Berbatov 81' |

| Laugardalsvöllur, Reykjavík Nézőszám: 4,316 Játékvezető: Dermot Gallagher (angol) |

| 2001. szeptember 1. 19:15 |

| Dánia        | 1–1         | Észak-Írország |
| ------------ | ----------- | -------------- |
| Rommedahl 3' | Jegyzőkönyv | Mulryne 73'    |

| Parken Stadion, Koppenhága Nézőszám: 41,500 Játékvezető: Ryszard Wójcik (lengyel) |

| 2001. szeptember 1. 14:00 |

| Izland                               | 3–1         | Csehország      |
| ------------------------------------ | ----------- | --------------- |
| E. Sverrisson 45' A. Sigthórsson 66' | Jegyzőkönyv | Jankulovski 88' |

| Laugardalsvöllur, Reykjavík Nézőszám: 6,011 Játékvezető: Domenico Messina (olasz) |

| 2001. szeptember 1. 20:00 |

| Málta | 0–2         | Bulgária     |
| ----- | ----------- | ------------ |
|       | Jegyzőkönyv | Berbatov 74' |

| Ta’ Qali National stadion, Ta’ Qali Nézőszám: 409 Játékvezető: Hartmut Strampe (német) |

| 2001. szeptember 5. 20:00 |

| Bulgária | 0–2         | Dánia        |
| -------- | ----------- | ------------ |
|          | Jegyzőkönyv | Tomasson 47' |

| Balgarszka Armija stadion, Szófia Nézőszám: 20,000 Játékvezető: Jan Wegereef (holland) |

| 2001. szeptember 5. 17:00 |

| Csehország                            | 3–2         | Málta                                |
| ------------------------------------- | ----------- | ------------------------------------ |
| Jankulovski 20' Lokvenc 37' Baroš 68' | Jegyzőkönyv | Carabott 22' (11-esből) G. Agius 55' |

| Na Stínadlech, Teplice Nézőszám: 9,280 Játékvezető: Khagani Mamedov (azeri) |

| 2001. szeptember 5. 20:00 |

| Észak-Írország                     | 3–0         | Izland |
| ---------------------------------- | ----------- | ------ |
| Healy 48' Hughes 58' McCartney 61' | Jegyzőkönyv |        |

| Windsor Park, Belfast Nézőszám: 6,625 Játékvezető: Hanacsek Attila (magyar) |

| 2001. október 6. 20:15 |

| Dánia                                              | 6–0         | Izland |
| -------------------------------------------------- | ----------- | ------ |
| Rommedahl 12' Sand 14' Gravesen 31' Michaelsen 90' | Jegyzőkönyv |        |

| Parken Stadion, Koppenhága Nézőszám: 41,769 Játékvezető: Arturo Daudén Ibáñez (spanyol) |

| 2001. október 6. 20:15 |

| Csehország                                  | 6–0         | Bulgária |
| ------------------------------------------- | ----------- | -------- |
| Rosický 5' Nedvěd 16' Baroš 27' Lokvenc 66' | Jegyzőkönyv |          |

| Stadion Letná, Prága Nézőszám: 15,020 Játékvezető: Claude Colombo (francia) |

| 2001. október 6. 18:30 |

| Málta | 0–1         | Észak-Írország       |
| ----- | ----------- | -------------------- |
|       | Jegyzőkönyv | Healy 57' (11-esből) |

| Ta’ Qali National stadion, Ta’ Qali Nézőszám: 1,778 Játékvezető: Manfred Schüttengruber (osztrák) |

## Góllövőlista
|  |  |